# Siyazan
Siyazan  (Siyəzən) este un oraș din Azerbaidjan.